# Oxford (Massachusetts)
-
Oxford é uma vila localizada no condado de Worcester no estado estadounidense de Massachusetts. No Censo de 2010 tinha uma população de 13.709 habitantes e uma densidade populacional de 192,92 pessoas por km².

## Geografia
Oxford encontra-se localizado nas coordenadas 42° 07′ 42″ N, 71° 52′ 02″ O. Segundo o Departamento do Censo dos Estados Unidos, Oxford tem uma superfície total de 71.06 km², da qual 68.71 km² correspondem a terra firme e (3.31%) 2.35 km² é água.

## Demografia
Segundo o censo de 2010, tinha 13.709 pessoas residindo em Oxford. A densidade populacional era de 192,92 hab./km². Dos 13.709 habitantes, Oxford estava composto pelo 95.31% brancos, o 1.04% eram afroamericanos, o 0.15% eram amerindios, o 1.04% eram asiáticos, o 0.02% eram insulares do Pacífico, o 1.08% eram de outras raças e o 1.36% pertenciam a duas ou mais raças. Do total da população o 3.38% eram hispanos ou latinos de qualquer raça.

## Personagens célebres
- Clara Barton[4]